# Хроники Хокмуна
Хро́ники Хо́кмуна (англ. Hawkmoon) — цикл произведений Майкла Муркока, написанных в жанре фэнтези.

## Сюжет
Действие цикла происходит на Земле далёкого будущего. Этот цикл является одной из многочисленных проб пера молодого Муркока. Ко времени его написания он ещё не выработал свой собственный авторский стиль, и поэтому писал в духе пафосной героики, характерной для фэнтези Лина Картера и подобных ему авторов. Сюжет тетралогии составляет борьба Хокмуна с Тёмной Империей Гранбретании (гротескно-искажённый образ современной Великобритании), её королём Хаоном и злобным бароном Мелиадусом — его соперником за руку прекрасной Исольды Брасс. Победа в этой борьбе должна достаться тому, кто найдёт мистический артефакт — Рунный Посох. Геополитическая ситуация, отображённая в первых четырёх романах, являются аллюзией Второй мировой войны, где роль агрессора выполняет Великобритания. При этом главный герой, Дориан Хокмун, который организует сопротивление агрессорам — немец.
Первый цикл, при всей его пафосности, не был лишён некоторых пародийных ноток. Например, в третьей части тетралогии «Рунный посох» упоминаются древние боги Гранбретании, в именах которых можно узнать фамилии политиков XX века (Чиршиль — Черчилль, Арал Вилсн — Гарольд Уилсон и т. д.) Кроме того, в книге упоминаются боги Джон, Джоргу, Полу и Рунгу — неприкрытый намёк на группу «Битлз», а одним из выдающихся деятелей культуры Гранбретании назван некто Лонден Джон. Также бросается в глаза сатирический образ злодея Стальникова, в котором черты Иосифа Сталина гротескно перемешаны с чертами злого колдуна из народных сказок.
Первые четыре романа, составляющие тетралогию «Рунный посох» (англ. «The History of the Runestaff»), были опубликованы в 1967—1969 годах и представляют собой законченный цикл. Однако, в 70-е годы Муркок вновь возвращается к этому циклу, выпустив в 1973—1975 году ещё три романа, объединённые в трилогию «Замок Брасс» (англ. «Chronicles of Castle Brass»). В этой трилогии Муркок пытался связать все свои произведения в одну мегапею о Вечном Воителе. Хокмун осознаёт себя как Вечный Воитель, странствует по другим измерениям Мультивселенной, слышит потусторонние голоса своих прошлых инкарнаций, совершает путешествие в поисках вечного города Танелорна, становится свидетелем спасения мира, совершённого другими инкарнациями Вечного Воителя, и благополучно возвращается домой.
Во втором цикле пародийности уже больше — кое-где на ней основан сам сюжет (Хокмун «изменяет пол»; его друзья то умирают, то воскресают, то умирают вновь); некоторое ощущение фантасмагории и ирреальности преследует читателя всю книгу.
Все романы неоднократно переиздавались и были переведены на многие языки. Кроме того, по мотивам произведений цикла были выпущены комиксы.

## Состав цикла

### Тетралогия «Рунный посох» (1967—1969 годы)
- «Драгоценность в черепе (Чёрный камень)» (англ. «The Jewel in the Skull») (1967 год)
- «Амулет безумного бога (Амулет чародея)» (англ. «The Mad God's Amulet») (1968 год)
- «Меч зари» (англ. «The Sword of the Dawn») (1968 год)
- «Секрет Рунного посоха (Рунный посох)» (англ. «The Runestaff») (1969 год)

### Трилогия «Замок Брасс» (1973—1975 годы)
- «Граф Брасс (Замок Брасс)» (англ. «Count Brass») (1973 год)
- «Защитник Гараторма» (англ. «The Champion of Garathorm») (1973 год)
- «В поисках Танелорна» (англ. «The Quest for Tanelorn») (1975 год)

## Публикации на русском
На русском языке тетралогия «Рунный посох» впервые была выпущена в 1992 году разными издательствами и в разных переводах. Трилогия «Замок Брасс» впервые была издана в 1994 году, когда издательство Тролль в своей серии «Меч и Посох: Коллекция фантастической эпопеи» предприняло попытку издания собрания сочинения Муркока. Для этого издания была переиздана и тетралогия «Рунный посох». Данное издание отличали профессиональные переводы. Кроме того, для этого издания был создан богатый справочный материал по всему циклу.
В 2002 году вся серия была издана в серии «Шедевры фантастики» издательств Эксмо и Terra Fantastica. Для этого издания был выполнен новый перевод.